# يوجين أنطونيو مارينو
يوجين أنطونيو مارينو (بالإنجليزية: Eugene Antonio Marino) هو كاهن كاثوليكي أمريكي، ولد في 29 مايو 1934 في بيلوكسي في الولايات المتحدة، وتوفي في 12 نوفمبر 2000 في نيو روتشيل في الولايات المتحدة بسبب نوبة قلبية.